# Pseudosinella barcelonensis
Pseudosinella barcelonensis is een springstaartensoort uit de familie van de Entomobryidae. De wetenschappelijke naam van de soort is voor het eerst geldig gepubliceerd in 1969 door Hermann Gisin (gestorven in 1967) en Maria Manuela da Gama, die het werk van Gisin verderzette. Deze troglobiet werd in 1910 verzameld in de grot Cova de la Fou d'en Montaner in Vallirana bij Barcelona. Ze is 2,3 à 2,4 mm lang en heeft geen pigment en geen ogen.